# Élections législatives de 1968 dans la Loire-Atlantique
Les élections législatives françaises de 1968 se déroulent les 23 et 30 juin 1968. Dans le département de la Loire-Atlantique, huit députés sont à élire dans le cadre de huit circonscriptions.

## Élus
| Circonscription | Député sortant                  | Parti | Parti       | Député élu ou réélu             | Parti | Parti                     |
| --------------- | ------------------------------- | ----- | ----------- | ------------------------------- | ----- | ------------------------- |
| 1re             | Henry Rey                       |       | UNR-UDT     | Henry Rey                       |       | UDR                       |
| 2e              | Christian Chauvel               |       | FGDS (SFIO) | Albert Dassié                   |       | UDR                       |
| 3e              | Benoît Macquet                  |       | UDR         | Benoît Macquet                  |       | UDR                       |
| 4e              | Joseph-Henri Maujoüan du Gasset |       | RI          | Joseph-Henri Maujoüan du Gasset |       | RI                        |
| 5e              | Xavier Hunault                  |       | UDR         | Xavier Hunault                  |       | Divers droite (Gaulliste) |
| 6e              | Georges Carpentier              |       | FGDS (SFIO) | Georges Carpentier              |       | FGDS (SFIO)               |
| 7e              | Olivier Guichard                |       | UDR         | Olivier Guichard                |       | UDR                       |
| 8e              | Lucien Richard                  |       | UDR         | Lucien Richard                  |       | UDR                       |

## Résultats

### Résultats à l'échelle du département
| Parti          | Parti                                           | Premier tour | Premier tour | Second tour | Second tour | Sièges |
| Parti          | Parti                                           | Voix         | %            | Voix        | %           | Sièges |
| -------------- | ----------------------------------------------- | ------------ | ------------ | ----------- | ----------- | ------ |
|                | Union pour la défense de la République          | 155 551      | 39,17        | 111 575     | 42,90       | 5      |
|                | Républicains indépendants                       | 23 386       | 5,89         | 30 496      | 11,73       | 1      |
|                | Divers droite (gaulliste)                       | 28 531       | 7,18         |             |             | 1      |
|                | Modérés                                         | 6 598        | 1,66         | 0           |             |        |
|                | Union des républicains de progrès               | 214 066      | 53,91        | 142 071     | 54,63       | 7      |
|                |                                                 |              |              |             |             |        |
|                | Section française de l'Internationale ouvrière  | 64 668       | 16,28        | 97 689      | 37,56       | 1      |
|                | Convention des institutions républicaines       | 3 865        | 0,97         |             |             | 0      |
|                | Parti radical                                   | 3 494        | 0,88         | 0           |             |        |
|                | Fédération de la gauche démocrate et socialiste | 72 027       | 18,14        | 97 689      | 37,56       | 1      |
|                |                                                 |              |              |             |             |        |
|                | Progrès et démocratie moderne                   | 46 090       | 11,61        | 20 323      | 7,81        | 0      |
|                | Parti communiste français                       | 36 590       | 9,21         | Retrait     | Retrait     | 0      |
|                | Parti socialiste unifié                         | 25 551       | 6,43         |             |             | 0      |
|                | Divers                                          | 1 601        | 0,40         | 0           |             |        |
|                | Extrême droite                                  | 1 181        | 0,30         | 0           |             |        |
|                |                                                 |              |              |             |             |        |
| Inscrits       | Inscrits                                        | 495 200      | 100,00       | 338 870     | 100,00      | 8      |
| Abstentions    | Abstentions                                     | 91 894       | 18,56        | 73 288      | 21,63       |        |
| Votants        | Votants                                         | 403 306      | 81,44        | 265 582     | 78,37       |        |
| Blancs et nuls | Blancs et nuls                                  | 6 200        | 1,54         | 5 499       | 2,07        |        |
| Exprimés       | Exprimés                                        | 397 106      | 98,46        | 260 083     | 97,93       |        |

### Résultats ar circonscription

#### Première circonscription (Nantes-Ville)
| Candidat              | Candidat                | Parti          | Premier tour | Premier tour | Second tour | Second tour |  |
| Candidat              | Candidat                | Parti          | Voix         | %            | Voix        | %           |  |
| --------------------- | ----------------------- | -------------- | ------------ | ------------ | ----------- | ----------- |  |
|                       | Henry Rey sortant réélu | UDR (URP)      | 30 146       | 47,38        | 35 729      | 58,03       |  |
|                       | André Routier-Preuvost  | FGDS (SFIO)    | 12 796       | 20,11        | 25 839      | 41,97       |  |
|                       | Georges Aguesse-Thébaud | CD (PDM)       | 8 110        | 12,75        |             |             |  |
|                       | Michel Moreau           | PCF            | 7 074        | 11,12        |             |             |  |
|                       | Maurice Milpied         | PSU            | 3 899        | 6,13         |             |             |  |
|                       | Isabelle Désormeaux     | Divers         | 1 601        | 2,52         |             |             |  |
|                       |                         |                |              |              |             |             |  |
| Inscrits              | Inscrits                | Inscrits       | 83 029       | 100,00       | 83 074      | 100,00      |  |
| Abstentions           | Abstentions             | Abstentions    | 18 907       | 22,77        | 19 880      | 23,93       |  |
| Votants               | Votants                 | Votants        | 64 122       | 77,23        | 63 194      | 76,07       |  |
| Blancs et nuls        | Blancs et nuls          | Blancs et nuls | 496          | 0,77         | 1 626       | 2,57        |  |
| Exprimés              | Exprimés                | Exprimés       | 63 626       | 99,23        | 61 568      | 97,43       |  |
| Source : Data.gouv.fr |                         |                |              |              |             |             |  |

#### Deuxième circonscription (Nantes - Saint-Herblain)
| Candidat              | Candidat                  | Parti          | Premier tour | Premier tour | Second tour | Second tour |  |
| Candidat              | Candidat                  | Parti          | Voix         | %            | Voix        | %           |  |
| --------------------- | ------------------------- | -------------- | ------------ | ------------ | ----------- | ----------- |  |
|                       | Albert Dassié élu         | UDR (URP)      | 22 546       | 48,37        | 24 307      | 52,16       |  |
|                       | Christian Chauvel sortant | FGDS (SFIO)    | 12 713       | 27,28        | 22 296      | 47,84       |  |
|                       | Gilles Gravoille          | PCF            | 7 128        | 15,29        | Retrait     | Retrait     |  |
|                       | Jacques Sallois           | PSU            | 4 220        | 9,05         |             |             |  |
|                       |                           |                |              |              |             |             |  |
| Inscrits              | Inscrits                  | Inscrits       | 61 206       | 100,00       | 61 151      | 100,00      |  |
| Abstentions           | Abstentions               | Abstentions    | 13 832       | 22,6         | 13 836      | 22,63       |  |
| Votants               | Votants                   | Votants        | 47 374       | 77,4         | 47 315      | 77,37       |  |
| Blancs et nuls        | Blancs et nuls            | Blancs et nuls | 767          | 1,62         | 712         | 1,5         |  |
| Exprimés              | Exprimés                  | Exprimés       | 46 607       | 98,38        | 46 603      | 98,5        |  |
| Source : Data.gouv.fr |                           |                |              |              |             |             |  |

#### Troisième circonscription (Nantes - Rezé - Bouguenais)
| Candidat              | Candidat                     | Parti          | Premier tour | Premier tour | Second tour | Second tour |  |
| Candidat              | Candidat                     | Parti          | Voix         | %            | Voix        | %           |  |
| --------------------- | ---------------------------- | -------------- | ------------ | ------------ | ----------- | ----------- |  |
|                       | Benoît Macquet sortant réélu | UDR (URP)      | 22 985       | 48,18        | 26 009      | 55,29       |  |
|                       | Alexandre Plancher           | FGDS (SFIO)    | 13 368       | 28,02        | 21 032      | 44,71       |  |
|                       | Gilles Baraud                | PCF            | 4 582        | 9,6          |             |             |  |
|                       | Roger Batard                 | CD (PDM)       | 3 848        | 8,07         |             |             |  |
|                       | Serge Mallet                 | PSU            | 2 923        | 6,13         |             |             |  |
|                       |                              |                |              |              |             |             |  |
| Inscrits              | Inscrits                     | Inscrits       | 59 211       | 100,00       | 59 201      | 100,00      |  |
| Abstentions           | Abstentions                  | Abstentions    | 11 034       | 18,64        | 11 432      | 19,31       |  |
| Votants               | Votants                      | Votants        | 48 177       | 81,36        | 47 769      | 80,69       |  |
| Blancs et nuls        | Blancs et nuls               | Blancs et nuls | 471          | 0,98         | 728         | 1,52        |  |
| Exprimés              | Exprimés                     | Exprimés       | 47 706       | 99,02        | 47 041      | 98,48       |  |
| Source : Data.gouv.fr |                              |                |              |              |             |             |  |

#### Quatrième circonscription (Ancenis - Orvault - Clisson)
| Candidat              | Candidat                                      | Parti          | Premier tour | Premier tour | Second tour | Second tour |  |
| Candidat              | Candidat                                      | Parti          | Voix         | %            | Voix        | %           |  |
| --------------------- | --------------------------------------------- | -------------- | ------------ | ------------ | ----------- | ----------- |  |
|                       | Joseph-Henri Maujoüan du Gasset sortant réélu | RI (URP)       | 23 386       | 43,05        | 30 496      | 60,01       |  |
|                       | Maurice Moutel                                | CD (PDM)       | 14 546       | 26,78        | 20 323      | 39,99       |  |
|                       | Michel Bonnet                                 | Modérés        | 6 598        | 12,15        |             |             |  |
|                       | Alain Chénard                                 | FGDS (SFIO)    | 4 482        | 8,25         |             |             |  |
|                       | Émile David                                   | PCF            | 2 192        | 4,04         |             |             |  |
|                       | Félix Dupuis                                  | PSU            | 1 936        | 3,56         |             |             |  |
|                       | Jean Faydit de Grossin de Bouville            | Extrême droite | 1 181        | 2,17         |             |             |  |
|                       |                                               |                |              |              |             |             |  |
| Inscrits              | Inscrits                                      | Inscrits       | 66 008       | 100,00       | 65 974      | 100,00      |  |
| Abstentions           | Abstentions                                   | Abstentions    | 10 521       | 15,94        | 13 531      | 20,51       |  |
| Votants               | Votants                                       | Votants        | 55 487       | 84,06        | 52 443      | 79,49       |  |
| Blancs et nuls        | Blancs et nuls                                | Blancs et nuls | 1 166        | 2,1          | 1 624       | 3,1         |  |
| Exprimés              | Exprimés                                      | Exprimés       | 54 321       | 97,9         | 50 819      | 96,9        |  |
| Source : Data.gouv.fr |                                               |                |              |              |             |             |  |

#### Cinquième circonscription (Châteaubriant)
|                       | Xavier Hunault sortant réélu | Divers droite (Gaulliste) | 28 531 | 72,17  |  |  |  |
|                       | Louis Dubosq                 | PSU                       | 4 563  | 11,54  |  |  |  |
|                       | Jean Pierre                  | FGDS (Radical)            | 3 494  | 8,84   |  |  |  |
|                       | Maurice Jarry                | PCF                       | 2 947  | 7,45   |  |  |  |
|                       |                              |                           |        |        |  |  |  |
| Inscrits              | Inscrits                     | Inscrits                  | 48 715 | 100,00 |  |  |  |
| Abstentions           | Abstentions                  | Abstentions               | 7 950  | 16,32  |  |  |  |
| Votants               | Votants                      | Votants                   | 40 765 | 83,68  |  |  |  |
| Blancs et nuls        | Blancs et nuls               | Blancs et nuls            | 1 230  | 3,02   |  |  |  |
| Exprimés              | Exprimés                     | Exprimés                  | 39 535 | 96,98  |  |  |  |
| Source : Data.gouv.fr |                              |                           |        |        |  |  |  |

#### Sixième circonscription (Saint-Nazaire)
| Candidat              | Candidat                         | Parti          | Premier tour | Premier tour | Second tour | Second tour |  |
| Candidat              | Candidat                         | Parti          | Voix         | %            | Voix        | %           |  |
| --------------------- | -------------------------------- | -------------- | ------------ | ------------ | ----------- | ----------- |  |
|                       | Étienne Garnier                  | UDR (URP)      | 23 070       | 42,26        | 25 530      | 47,23       |  |
|                       | Georges Carpentier sortant réélu | FGDS (SFIO)    | 18 969       | 34,75        | 28 522      | 52,77       |  |
|                       | Maurice Rocher                   | PCF            | 7 433        | 13,62        | Retrait     | Retrait     |  |
|                       | Jean Aubry                       | PSU            | 5 119        | 9,38         |             |             |  |
|                       |                                  |                |              |              |             |             |  |
| Inscrits              | Inscrits                         | Inscrits       | 69 469       | 100,00       | 69 470      | 100,00      |  |
| Abstentions           | Abstentions                      | Abstentions    | 13 922       | 20,04        | 14 609      | 21,03       |  |
| Votants               | Votants                          | Votants        | 55 547       | 79,96        | 54 861      | 78,97       |  |
| Blancs et nuls        | Blancs et nuls                   | Blancs et nuls | 956          | 1,72         | 809         | 1,47        |  |
| Exprimés              | Exprimés                         | Exprimés       | 54 591       | 98,28        | 54 052      | 98,53       |  |
| Source : Data.gouv.fr |                                  |                |              |              |             |             |  |

#### Septième circonscription (Guérande - La Baule - Pontchâteau)
|                       | Olivier Guichard sortant réélu | UDR (URP)      | 25 168 | 60,31  |  |  |  |
|                       | Bernard Legrand                | CD (PDM)       | 10 221 | 24,49  |  |  |  |
|                       | Joseph Autret                  | PCF            | 2 897  | 6,94   |  |  |  |
|                       | Jean Annaix                    | FGDS (SFIO)    | 2 340  | 5,61   |  |  |  |
|                       | Pierre Yvin                    | PSU            | 1 104  | 2,65   |  |  |  |
|                       |                                |                |        |        |  |  |  |
| Inscrits              | Inscrits                       | Inscrits       | 49 680 | 100,00 |  |  |  |
| Abstentions           | Abstentions                    | Abstentions    | 7 618  | 15,33  |  |  |  |
| Votants               | Votants                        | Votants        | 42 062 | 84,67  |  |  |  |
| Blancs et nuls        | Blancs et nuls                 | Blancs et nuls | 332    | 0,79   |  |  |  |
| Exprimés              | Exprimés                       | Exprimés       | 41 730 | 99,21  |  |  |  |
| Source : Data.gouv.fr |                                |                |        |        |  |  |  |

#### Huitième circonscription (Paimbœuf - Pornic)
|                       | Lucien Richard sortant réélu | UDR (URP)      | 31 636 | 64,58  |  |  |  |
|                       | Raphaël Rialland             | CD (PDM)       | 9 365  | 19,12  |  |  |  |
|                       | Robert Esnault               | FGDS (CIR)     | 3 865  | 7,89   |  |  |  |
|                       | Rolland Trouillard           | PCF            | 2 337  | 4,77   |  |  |  |
|                       | Pierre Bonnet                | PSU            | 1 787  | 3,65   |  |  |  |
|                       |                              |                |        |        |  |  |  |
| Inscrits              | Inscrits                     | Inscrits       | 57 882 | 100,00 |  |  |  |
| Abstentions           | Abstentions                  | Abstentions    | 8 110  | 14,01  |  |  |  |
| Votants               | Votants                      | Votants        | 49 772 | 85,99  |  |  |  |
| Blancs et nuls        | Blancs et nuls               | Blancs et nuls | 782    | 1,57   |  |  |  |
| Exprimés              | Exprimés                     | Exprimés       | 48 990 | 98,43  |  |  |  |
| Source : Data.gouv.fr |                              |                |        |        |  |  |  |